# Црква Светог архиђакона Стефана у Госпођинцима
Црква Светог архиђакона Стефана у Госпођинцима, са покретним стварима у њој које су од посебног културног и историјског значаја налази се на територији општине Жабаљ, у Госпођинцима, улица Бранка Радичевића, у приватној својини. Саграђена је половином 19. века.

## Историјат
Црква Светог архиђакона Стефана подигнута је на месту старије црквене грађевине која је страдала у Мађарској буни 1848-49. године. 
Црква представља изузетно значајан и репрезентативан пример класицистичког стила у српској црквеној уметности друге половине 19. века.

## О цркви
Црква је грађевина монументалних размера са обједињеним унутрашњим простором, без кубета, са полукружном апсидом на истоку, незнанто ужом од брода цркве, и са хором и звоником на западу.
Унутрашњост је подељена на травеје пиластрима и масивним луцима што је видљиво и споља. 
На бочним фасадама јављају карактеристичне високе нише одвојене пиластрима.
Певнички простори су у облику ниша. Оне су са унутрашње стране дубоке, а са спољне су плиће од осталих ниша на фасади.
Бечки мајстори Јохан Киснер, резбар и позлатар Топфер су између 1860-70. године урадили позлаћену резбу иконостаса, певница, тронова Христовог гроба и лука између припрате и наоса.
Рад Николе Алексића и његове радионице су иконе на иконостасу, певницама и троновима, као и зидне и сводне слике, настале између 1855. и 1856. године.
Иконе на Христовом гробу и у ниши проскомидије дело су непознатих уметника.

## Црква данас
Године 1997. Црква Светог архиђакона у Госпођинцима са покретним стварима у њој које су од посебног културног и историјског значаја, утврђена је за споменик културе и подлеже мерама очувања изворног изгледа архитектуре и ентеријера као и покретних ствари.
Храмовна слава у Госпођинцима која се обележава у августу месецу прославља се у Цркви уз поштовање верских обичаја.